# Lorenzo Ghizzoni
Lorenzo Ghizzoni (ur. 3 kwietnia 1955 w Cognento) – włoski duchowny katolicki, biskup pomocniczy Reggio Emilii w latach 2006-2012, arcybiskup Ravenny od 2013.

## Życiorys

### Prezbiterat
Święcenia kapłańskie otrzymał 14 września 1979 i został inkardynowany do diecezji Reggio Emilia (od 1986 Reggio Emilia-Guastalla). Po święceniach w i studiach w Rzymie został wykładowcą seminarium i instytutu nauk religijnych w Reggio nell’Emilia, jednocześnie pełniąc obowiązki wicekanclerza kurii. W 1994 został rektorem diecezjalnego seminarium, zaś w 1998 objął funkcję diecezjalnego duszpasterza prawników.

### Episkopat
17 lutego 2006 papież Benedykt XVI mianował go biskupem pomocniczym diecezji Reggio Emilia-Guastalla, ze stolicą tytularną Ottany. Sakry biskupiej udzielił mu 29 kwietnia 2006 biskup Reggio Emilii Adriano Caprioli.
17 listopada 2012 został mianowany arcybiskupem Ravenny. Ingres odbył się 20 stycznia 2013.
Paliusz otrzymał z rąk papieża Franciszka w dniu 29 czerwca 2013.